# 聖塔克拉拉郡圖書館
聖塔克拉拉郡圖書館（英語：Santa Clara County Library District）是美國加利福尼亚州聖塔克拉拉縣的公共圖書館，總館設於坎貝爾（Campbell），主要服務聖塔克拉拉郡坎貝爾、庫比蒂諾、吉爾羅伊、洛沙托斯、洛沙托斯山丘、米爾皮塔斯、薩拉托加、摩根山丘、和未建制地區裡的居民。聖塔克拉拉郡圖書館共設有8個分館。
雖然聖荷西也位於聖塔克拉拉郡裡，但聖塔克拉拉郡圖書館並不主要服務聖荷西的居民，因為聖荷西擁有自己的公共圖書館系統，即聖荷西圖書館。
旧总部住在洛斯加托斯 (Los Gatos)。

## 圖書館
- 坎貝爾
- 庫比蒂諾
- 吉尔罗伊
- 洛沙托斯
- 米尔皮塔斯 - 包括Milpitas Grammar School（英语：Milpitas Grammar School）
- 摩根山丘
- 薩拉托加